# Xã Lake Creek, Quận Pennington, South Dakota
Xã Lake Creek (tiếng Anh: Lake Creek Township) là một xã thuộc quận Pennington, tiểu bang Nam Dakota, Hoa Kỳ. Năm 2010, dân số của xã này là 43 người.